# مايك جونز
مايك جونز (بالإنجليزية: Mike Jones) (و. 1980 – م) هو ممثل، وموسيقي، ورجل أعمال، ورابر، وكاتب سيناريو، ومغني، وممثل تلفزيوني، من الولايات المتحدة الأمريكية، ولد في هيوستن، تكساس.

## وصلات خارجية
- مايك جونز على موقع IMDb (الإنجليزية)
- مايك جونز على موقع ميوزك برينز (الإنجليزية)
- مايك جونز على موقع إن إن دي بي (الإنجليزية)
- مايك جونز على موقع أول ميوزيك (الإنجليزية)
- مايك جونز على موقع ديسكوغز (الإنجليزية)
- مايك جونز على موقع قاعدة بيانات الفيلم (الإنجليزية)